# Kentaro Seki
Pour les articles homonymes, voir Seki.
Kentaro Seki (関 憲太郎, Seki Kentaro) est un footballeur japonais né le 9 mars 1986. Il évolue au poste de gardien de but.